# تشارلي فيني
تشارلي فيني (بالإنجليزية: Charley Feeney)‏ هو صحفي أمريكي، ولد في 26 نوفمبر 1924 في كوينز في الولايات المتحدة، وتوفي في 17 مارس 2014 في لونغ آيلند في الولايات المتحدة.

## وصلات خارجية
- تشارلي فيني على موقع IMDb (الإنجليزية)